# Turquestein-Blancrupt
Turquestein-Blancrupt là một xã trong vùng Grand Est, thuộc tỉnh Moselle, quận Sarrebourg, tổng Lorquin. Tọa độ địa lý của xã là 48° 34' vĩ độ bắc, 07° 05' kinh độ đông. Turquestein-Blancrupt nằm trên độ cao trung bình là 450 mét trên mực nước biển, có điểm thấp nhất là 295 mét và điểm cao nhất là 826 mét. Xã có diện tích 30,05 km², dân số vào thời điểm 1999 là 21 người; mật độ dân số là 1 người/km².

## Thông tin nhân khẩu
| 1962 | 1968 | 1975 | 1982 | 1990 | 1999 |
| ---- | ---- | ---- | ---- | ---- | ---- |
| 6    | 29   | 22   | 25   | 22   | 21   |